# Martin Staab
Martin Reiner Staab (* 19. März 1964 in Königsbronn) ist ein ehemaliger deutscher parteiloser Kommunalpolitiker. Von 2013 bis 2021 war er Oberbürgermeister der großen Kreisstadt Radolfzell am Bodensee.

## Leben
Staab besuchte von 1974 bis 1983 das Gymnasium in Oberkochen. Nach dem Wehrdienst studierte er von 1985 bis 1990 Verwaltungswissenschaften an der Universität Konstanz. Nach dem dreijährigen Referendariat legte er 1994 das Staatsexamen für den höheren allgemeinen Verwaltungsdienst ab. Von 1994 bis 2000 war er Hauptamtsleiter der Stadt Singen am Hohentwiel.
Staab ist geschieden und hat drei Kinder. Er ist Mitglied des Serviceclubs Round Table/Old Table.

## Politik
Von 2000 bis 2013 war Staab Erster Bürgermeister in Waiblingen.
Am 20. Oktober 2013 wurde er mit 54,3 Prozent der Stimmen zum Oberbürgermeister der großen Kreisstadt Radolfzell am Bodensee gewählt. Das Amt trat er am 1. Dezember 2013 an.
Schwerpunkte seiner Tätigkeit waren:
- Klimaschutz (Sonnendorf Liggeringen, erster klimaneutraler Gewerbepark Deutschlands, European Energy Award)
- Öffentlicher Personennahverkehr (1-Euro-Ticket für Erwachsene)
- Ausbau der Betreuungsangebote für Kinder
- Neubau und Sanierung von Schulen
- Bürgerbeteiligung (Stadtentwicklungsplanung mit Workshops, Zukunftswerkstätten, regelmäßige Bürgerbefragungen)
- Ausbau des Kulturangebots
- Tourismusförderung

Im Dezember 2017 erhoben 14 Radolfzeller Gemeinderäte verschiedener Fraktionen in einem Offenen Brief Vorwürfe gegen Staab und übten Kritik an dessen Personalpolitik; es habe zudem illegale Gesprächsaufzeichnungen mit Mitarbeitern der Stadtverwaltung gegeben. Die Staatsanwaltschaft Konstanz leitete wegen des „Verdachts der Verletzung der Vertraulichkeit des Wortes“ am 25. Januar 2018 ein förmliches Ermittlungsverfahren gegen Martin Staab ein. Am 18. September 2018 wurde bekannt, dass die Ermittlungen gegen Staab eingestellt wurden. Es haben sich laut Staatsanwaltschaft Konstanz keine hinreichenden Hinweise auf eine Straftat ergeben.
Staab ist Mitglied der Freie Wähler/FW-Fraktion des Kreistages des Landkreises Konstanz, war seit 2019 deren Vorsitzender und im Technischen und Umweltausschuss (Mitglied) und Sozialausschuss (stv. Mitglied), Verwaltungs- und Finanzausschuss (stv. Mitglied) sowie AG Haushalt (stv. Mitglied) engagiert.
Zur Oberbürgermeisterwahl am 17. Oktober 2021 trat Staab zur Wiederwahl an, unterlag aber mit 13,92 Prozent der abgegebenen Stimmen seinem Herausforderer Simon Gröger (parteilos), der 83,32 Prozent im ersten Wahlgang erhielt. Noch am Wahlabend kündigte Staab an, nach der Amtsübergabe an seinen Nachfolger am 1. Dezember 2021 in Ruhestand gehen zu wollen.
Neben seiner Tätigkeit als Radolfzeller Oberbürgermeister hatte er folgende Funktionen und Mitgliedschaften inne:
- Ab 2008 Mitglied im Präsidium des Verbandes Baden-Württembergischer Bürgermeister
- Ab 2010 Ehrenamtlicher Richter an den Arbeitsgerichten Stuttgart und Lörrach und Villingen-Schwenningen
- Ab 2013 Vorsitzender des Stiftungsrats des Spitalfonds Radolfzell
- Ab 2013 Aufsichtsratsvorsitzender Stadtwerke Radolfzell
- Ab 2014 Stellvertretender Vorsitzender des Verwaltungsrats der Sparkasse Hegau-Bodensee
- Ab 2014 Kreisrat der Freien Wähler, seit 2019 Fraktionsvorsitzender der Freien Wähler im Kreistag
- Ab 2019 Mitglied in der Regionalversammlung Hochrhein-Bodensee